# Xavier McKinney
(en) Statistiques sur pro-football-reference
Xavier Avis McKinney (né le 8 avril 1998 à Roswell dans l'État de la Géorgie aux États-Unis) est un sportif professionnel américain de football américain jouant au poste de safety dans la National Football League (NFL) depuis la saison 2020.
Au niveau universitaire, il a joué pendant trois saisons pour la Crimson Tide de l'université de l'Alabama dans la NCAA Division I FBS avec qui il remporte le titre national au terme de la saison 2017.
Il est ensuite sélectionné lors du deuxième tour de la draft 2020 par la franchise des Giants de New York où il joue pendant quatre saisons. Il signe ensuite avec les Packers de Green Bay.

## Biographie

### Jeunesse et carrière universitaire
McKinney étudie au lycée Roswell (en) situé à Roswell en Géorgie. Au sortir du lycée, il est considéré comme une potentielle recrue quatre étoiles par les équipes de la FBS. En septembre 2015, il s'engage avec le Crimson Tide de l'Alabama qu'il préfère aux Gamecocks de la Caroline du Sud, aux Volunteers du Tennessee et aux Hokies de Virginia Tech. Plus tard, il visite officiellement les universités de Clemson, de Géorgie et d'Ohio State, mais confirme son engagement avec Alabama.
À Tuscaloosa, McKinney est titularisé dès sa deuxième saison et devient même capitaine dès sa troisième. Bien que safety de formation, il joue également aux postes de linebacker et de nickelback (en). Il doit également participer à l'occasion aux blitzs effectués par sa défense. Cette polyvalence pousse le Los Angeles Times à le comparer aux joueurs Isaiah Simmons et Grant Delpit (en). Avec Alabama, il remporte l'Orange Bowl 2018 au terme duquel il est désigné MVP défensif. À la fin de sa troisième saison universitaire, il se déclare admissible à la draft à venir, où il est perçu comme un potentiel espoir de fin de premier tour.

### Carrière professionnelle
McKinney est sélectionné en 33e choix global lors du deuxième tour de la draft 2020 par la franchise des Giants de New York. Il est le premier safety choisi lors de cette draft. Il signe son contrat rookie en juillet 2020 pour un montant de 8,39 millions de dollars dont 6,02 garantis et entre en compétition avec Jabrill Peppers et Julian Love pour les deux postes de safety disponibles.
McKinney se blesse durant son premier camp d'entrainement et rate la majorité de la saison,,. Il dispute tous les matchs au cours de sa deuxième, réussissant un total de cinq interceptions. À nouveau blessé en 2022 (main cassée à la suite d'un accident de roulage), il performe lors de sa dernière année de contrat ne ratant aucun snap de la saison et se classant finalement deuxième meilleur plaqueur de son équipe après Bobby Okereke (en).
Devenu agent libre, il signe un contrat de quatre ans pour un montant de 68 millions de dollars (incluant une prime à la signature de 23 millions) avec la franchise des Packers de Green Bay où il est censé palier au départ de leurs trois meilleurs safety (Darnell Savage Jr. (en), Jonathan Owens et Rudy Ford (en)). McKinney devient ainsi le quatrième safety le mieux payé de la ligue.
Ses débuts à Green Bay sont remarquables puisqu'il réussit une interception lors de ses cinq premiers matchs, devenant le premier joueur à le réaliser depuis la saison 1970,. Ses performances tout au long de la saison lui permettent d'être sélectionné à son premier Pro Bowl et dans la première équipe All-Pro.

## Statistiques

### NCAA
| Année       | Équipe                    | Statut      | MJ |       | Plaquages | Plaquages | Plaquages | Plaquages |       | Interceptions | Interceptions | Interceptions | Interceptions |  | Fumbles | Fumbles |
| Année       | Équipe                    | Statut      | MJ | Total | Seul      | Ast.      | Sacks     | Nb.       | Yards | Déf.          | TD            | Nb.           | Rec.          |  |         |         |
| 2017        | Crimson Tide de l'Alabama | Fr.         | 13 | 08    | 05        | 03        | 0,0       | 0         | 0     | 0             | 0             | 0             | 0             |  |         |         |
| 2018        | Crimson Tide de l'Alabama | So.         | 15 | 73    | 44        | 29        | 3,0       | 2         | 23    | 10            | 1             | 1             | 0             |  |         |         |
| 2019        | Crimson Tide de l'Alabama | Jr.         | 13 | 95    | 59        | 36        | 3,0       | 3         | 78    | 05            | 1             | 4             | 1             |  |         |         |
| Totaux NCAA | Totaux NCAA               | Totaux NCAA | 41 | 176   | 108       | 68        | 6,0       | 5         | 101   | 15            | 2             | 5             | 1             |  |         |         |

### NFL
| Année      | Équipe               | MJ |                | Plaquages      | Plaquages      | Plaquages      | Plaquages      |                | Interceptions  | Interceptions  | Interceptions | Interceptions |  | Fumbles | Fumbles |
| Année      | Équipe               | MJ | Total          | Seul           | Ast.           | Sacks          | Nb.            | Yards          | Déf.           | TD             | Nb.           | Rec.          |  |         |         |
| 2020       | Giants de New York   | 06 | 025            | 14             | 11             | 0,0            | 1              | 0              | 01             | 0              | 0             | 0             |  |         |         |
| 2021       | Giants de New York   | 17 | 093            | 59             | 34             | 0,0            | 5              | 064            | 10             | 1              | 0             | 0             |  |         |         |
| 2022       | Giants de New York   | 09 | 045            | 29             | 16             | 1,0            | 0              | 0              | 05             | 0              | 1             | 0             |  |         |         |
| 2023       | Giants de New York   | 17 | 116            | 78             | 38             | 0,5            | 3              | 022            | 11             | 0              | 1             | 2             |  |         |         |
| 2024       | Packers de Green Bay | 17 | 088            | 60             | 28             | 1,0            | 8              | 128            | 11             | 0              | 0             | 1             |  |         |         |
| 2025       | Packers de Green Bay | ?  | Saison à venir | Saison à venir | Saison à venir | Saison à venir | Saison à venir | Saison à venir | Saison à venir | Saison à venir | ?             | ?             |  |         |         |
| Totaux NFL | Totaux NFL           | 66 | 367            | 240            | 127            | 2,5            | 17             | 214            | 38             | 1              | 2             | 3             |  |         |         |

| Année      | Équipe               | MJ |       | Plaquages | Plaquages | Plaquages | Plaquages |       | Interceptions | Interceptions | Interceptions | Interceptions |  | Fumbles | Fumbles |
| Année      | Équipe               | MJ | Total | Seul      | Ast.      | Sacks     | Nb.       | Yards | Déf.          | TD            | Nb.           | Rec.          |  |         |         |
| 2022       | Giants de New York   | 2  | 16    | 8         | 8         | 1,0       | 0         | 0     | 2             | 0             | 1             | 0             |  |         |         |
| 2024       | Packers de Green Bay | 1  | 05    | 2         | 3         | 0,0       | 0         | 0     | 0             | 0             | 0             | 0             |  |         |         |
| Totaux NFL | Totaux NFL           | 3  | 21    | 10        | 11        | 1,0       | 0         | 0     | 2             | 0             | 1             | 0             |  |         |         |